# Niall Horan
Niall James Horan (født 13. september 1993 i Mullingar, Irland) er en irsk sanger og sangskriver, tidligere medlem af boybandet One Direction.
Niall startede sin karriere, da han deltog i den britiske udgave af The X Factor i 2010 med drømmen om at blive en stor musiker. Her nåede han til bootcamp, hvor han ikke blev sendt videre som solist, men sat sammen med fire øvrige bandmedlemmer i One Direction, som sammen opnåede en tredjeplads i konkurrencen.
i perioden 2010-2016 udgav han musik og spillede koncerter med bandet. Siden har han udgivet musik og turneret som soloartist.

## Tidlige liv
Horan er søn af mor Maura Gallagher og far Bobby Horan. Han har en storebror ved navn Greg. Deres forældre blev skilt da han var fem. Han og hans bror, levede hos hver af deres forældre i et par år, indtil han til sidst besluttede, sig for at bo sammen med sin far i Mullingar. Hans mor er nu gift, på syvende år med sin mand Chris, i Edgeworthstown, County Longford. Han var elev på Coláiste Mhuire, en skole forbeholdt det katolske trossamfund Kristne Brødre. Horan var med i skolekoret, hvor han plejede at synge hver jul. Forud for sin deltagelse i The X Factor, optrådte han jævnligt i sit hjemland, herunder som opvarmnings-sanger for Lloyd Daniels i Dublin. Horan har spillet guitar siden han var 12 år gammel. I et interview refererede han til sin guitar som "den bedste julegave jeg nogensinde har fået." Horan afslørede at hans forældre blev opmærksomme på hans sangtalent under en biltur, hvor "min tante sagde hun troede radioen var tændt. Præcis det samme skete med Michael Bublé og hans far. Han er min absolutte helt, så jeg kan godt lide, at vi har den samme historie."

## Karriere
Niall Horan blev kendt, da han i 2010 deltog i The X Factor UK, hvor han oprindeligt stillede op som solist, men endte som en del af bandet One Direction. Her nåede han med sit band hele vejen til finalen, hvor de endte på en tredjeplads.
Under auditionen til The X Factor, sagde han "jeg er 16 og jeg ønsker at blive et stort navn ligesom Beyoncé og Justin Bieber,". "Jeg er blevet sammenlignet med ham et par gange, og jeg synes ikke, at det er nogen dårlig sammenligning. Jeg ønsker at optræde, på udsolgte stadions, lave et album og arbejde sammen med nogle af de bedste musikere i verden." Horan sagde "Som barn spillede jeg altid på det nærmeste instrument, og jeg elskede musik." Han har også erklæret, at han er en "stor swing-fan", og nævnte bl.a Frank Sinatra, Dean Martin og Michael Bublé. Horan nævnte også rockmusik og er fan af The Eagles, Bon Jovi og The Script. Derudover har han også nævnt musikeren Ed Sheeran. Da Ed Sheeran og One Direction samarbejdede om sangen "Moments" til deres debutalbum, udtalte han, at det var en ære at samarbejde med ham.

### 2016: Solokarriere
Den 29. September 2016 udgav Horan sin første single som soloartist, nemlig sangen "This Town". Den 4. Maj 2017 udgav han sin anden single ved navn "Slow Hands".
20. oktober samme år udgav han soloalbummet  Flicker, som han turnerede med i 2018.
Horan har udgivet yderligere to albums, “Heartbreak Weather” (2020) og “The Show” (2023). 
I 2024 turnerer Horan med sit tredje album på “The Show - Live on tour”.

## Filmografi

### Film
| År   | Titel                                          | Rolle    | Noter                    | Ref.  |
| ---- | ---------------------------------------------- | -------- | ------------------------ | ----- |
| 2013 | One Direction: This Is Us                      | Sig selv | Documentary concert film |       |
| 2014 | One Direction: Where We Are – The Concert Film | Sig selv | Koncertfilm              |       |
| 2017 | On the Record: Niall Horan                     | Sig selv | Dokumentar, kortfilm     | [ 1 ] |

### Tv
| År   | Titel                                                              | Rolle                 | Noter                                                                       | Ref.  |
| ---- | ------------------------------------------------------------------ | --------------------- | --------------------------------------------------------------------------- | ----- |
| 2012 | iCarly                                                             | Sig selv              | Episode: "iGo One Direction"                                                |       |
| 2017 | One Love Manchester                                                | Sig selv (optrædende) | Television special                                                          |       |
| 2018 | Niall Horan with the RTÉ Concert Orchestra                         | Sig selv              | Television special                                                          | [ 2 ] |
| 2018 | The Voice Australia                                                | Gæstementor           | Episode: "Semi-Final: Live"                                                 | [ 3 ] |
| 2019 | Saturday Night Live                                                | Sig selv (optrædende) | Episode: "Scarlett Johansson/ Niall Horan"                                  |       |
| 2021 | Jimmy Kimmel Live!                                                 | Gæstevært             | Episode: "Niall Horan/ Lizzo/ Cristo Fernández/ Kane Brown/ Jonas Brothers" | [ 4 ] |
| 2021 | Jonas Brothers Family Roast                                        | Sig selv              | Tv-special                                                                  | [ 5 ] |
| 2022 | Niall Horan's Homecoming: The Road to Mullingar with Lewis Capaldi | Sig selv              | Tv-special                                                                  | [ 6 ] |
| 2023 | The Voice                                                          | Dommer                |                                                                             | [ 7 ] |

## Diskografi
- Flicker er et album, som er udgivet af Niall Horan i 2017. Albummet er hans første udgivet som solist, og det indeholder blandt andet sangene “This Town”, “Slow Hands” og “Too Much To Ask”
- Heartbreak Weather er et album udgivet af Niall Horan den 13. marts 2020. Albummet er sangerens andet soloalbum med singlerne “Nice To Meet Ya” og “Put A Little Love On Me”
- The Show er et studiealbum af Niall Horan udgivet 9. juni 2023. Albummet er sangerens tredje og indeholder blandt andet hittet “Heaven”, som blev udgivet i februar samme år.